# Krisztina Garda
Krisztina Garda, né le 16 juillet 1994 à Budapest, est une joueuse de water-polo internationale hongroise évoluant au club hongrois du Dunaújvárosi FVE et en équipe nationale de Hongrie.

## Palmarès

### Jeux olympiques
- Jeux olympiques d'été de 2020 à Tokyo ( Japon) :
  -  médaille de bronze du tournoi féminin

### Championnats du monde
- Championnats du monde 2013 à Barcelone ( Espagne) :
  -  médaille de bronze du tournoi féminin
- Championnats du monde 2022 à Budapest ( Hongrie) :
  -  médaille d'argent du tournoi féminin
- Championnats du monde 2024 à Doha ( Qatar) :
  -  médaille d'argent du tournoi féminin
- Championnats du monde 2025 à Singapour ( Singapour) :
  -  médaille d'argent du tournoi féminin

### Championnats d'Europe
- Championnat d'Europe 2016 à Belgrade ( Serbie) :
  -  médaille d'or
- Championnat d'Europe 2020 à Budapest ( Hongrie) :
  -  médaille de bronze

### Ligue mondiale
- Ligue mondiale 2021 à Athènes ( Grèce) :
  -  médaille d'argent